# Río Puñir
El río Puñir o río Punir fluye en el sector precordillerano de la comuna de Panguipulli, en la Región de los Ríos, Chile. 

## Trayecto
El Río Puñir nace en la ladera occidental de la Sierra de Quinchilca. Posee un largo recorrido que se inicia en esta sierra en dirección noreste hacia el suroeste, cruza la ruta internacional 203 CH antes de verter sus aguas en el sector noreste del Lago Panguipulli.

## Historia
Luis Risopatrón, en Diccionario Jeográfico de Chile describe al Río Pugnir:: 707 

Pugñir (Río). 39° 45’ 72° 05’ Nace en las faldas S de la Sierra de Quinchilca, corre hácia el SW, riega el fundo de Pugñirre i se vácia en la ribera E del Lago Panguipulli, en las cercanías de isla Gabriela.